# No Way Out – Es gibt kein Zurück
No Way Out – Es gibt kein Zurück (Originaltitel: No Way Out) ist ein US-amerikanischer Thriller aus dem Jahr 1987. Die Regie führte Roger Donaldson, das Drehbuch schrieb Robert Garland auf der Grundlage des Romans The Big Clock von Kenneth Fearing. Die Hauptrollen spielen Kevin Costner, Gene Hackman und Sean Young.

## Handlung
Tom Farrell, Lieutenant Commander der US Navy, schildert in einem Verhör die Geschehnisse, die zur gegenwärtigen Situation geführt haben: 
Farrell wird auf einer Wahlparty von seinem alten Schulkameraden Scott Pritchard mit dem Verteidigungsminister David Brice bekannt gemacht, für den Scott als Sonderberater fungiert. Bei derselben Veranstaltung lernt er Susan Atwell kennen, in die er sich verliebt. Atwell ist zugleich auch die heimliche Geliebte des Verteidigungsministers.
Nachdem Farrell auf hoher See einen Kameraden aus Seenot gerettet hat, lässt ihn Verteidigungsminister Brice in seinen Stab ins Verteidigungsministerium holen. Als Brice wieder einmal Atwell besucht, ist Farrell noch da und benutzt den Hinterausgang, wird jedoch von Brice gesehen, der Farrell allerdings nicht erkennt. Brice will daraufhin von Atwell mehr über ihren Geliebten erfahren und schlägt sie während des immer heftiger werdenden Wortwechsels, wodurch sie über ein Geländer fällt und stirbt.
Brice will sich der Polizei stellen, wird jedoch von seinem Berater Scott Pritchard dazu überredet, den Fall zu vertuschen. Zu diesem Zweck soll der Unfall als Mord dargestellt werden, ausgeführt von Juri, dem Stereotyp eines sowjetischen „Maulwurfs“ in den eigenen Reihen, der versucht, über Atwell an Geheimnisse von Minister Brice zu kommen. So kann das Verteidigungsministerium den Fall an sich ziehen und das lokale FBI sowie die Polizei aus den Ermittlungen heraushalten. Da Brice und Pritchard nichts von Atwells Verhältnis mit Farrell wissen, betrauen sie ihn mit der Leitung der Suche nach dem Doppelagenten. Lieutenant Commander Farrell versucht von da an, Brice die Tat nachzuweisen, während sämtliche Indizien mehr und mehr auf ihn selbst hindeuten. So gut es geht, lässt Farrell Material verschwinden, das ihn selbst belasten würde. 
Doch Pritchard hat bereits zwei Berufsmörder engagiert, die unliebsame Zeugen der Beziehung zwischen Brice und Atwell sowie Atwells unbekannten Liebhaber töten sollen. Der Liebhaber soll posthum als Juri und als Atwells Mörder präsentiert werden. Trotz einiger brenzliger Situationen kann Farrell jedes Mal entkommen. 
Schließlich gesteht Farrells alter Freund Sam Hesselman aus der EDV-Abteilung Pritchard, dass er auf Farrells Wunsch hin den Computer manipuliert hat, da Farrell eine Beziehung mit Atwell gehabt habe und Brice für deren Mörder halte. Daraufhin wird er von Pritchard erschossen. Die beiden Berufsmörder machen mit dem neuen Wissen nun Jagd auf Farrell, der sich in das Büro des Verteidigungsministers retten kann. Farrell konfrontiert Brice mit einer von Hesselman erstellten Liste, die belegt, dass eine Schmuckdose, die er bei Atwell gefunden hat, von Brice stammt. Da dieser verhindern will, dass sein Verhältnis zu Atwell bekannt wird, bezichtigt er Pritchard des Mordes und bittet Farrell um Hilfe bei der Vertuschung. Nachdem Pritchard verzweifelt erkannt hat, dass seine Lage mangels des Rückhalts durch Brice ausweglos geworden ist, erschießt er sich. Farrell lässt den Listenauszug an die CIA weiterleiten. Pritchard wird wegen des Mordes an  Hesselman und seines Selbstmords nun bei den Ermittlern als Juri gehandelt. Farrell ist aber noch nicht aus der Schusslinie, da das Negativ eines am Tatort gefundenen Polaroidfotos von ihm, das zunächst schwarz gewesen war, mit besonderen technischen Mitteln noch entwickelt werden konnte.
Schließlich wird dem Zuschauer klar, dass es sich bei der nun fortgeführten ersten Szene des Films nicht um ein Verhör handelt, sondern Farrell tatsächlich Juri ist und seine Auftraggeber vom KGB ihn zum Rapport über die Geschehnisse bestellt haben. Sein Führungsoffizier plant, Farrell als Helden der Sowjetunion zurück nach Moskau zu beordern; nun, da Juri als enttarnt gilt, sei der richtige Zeitpunkt dafür. Farrell möchte jedoch in den Vereinigten Staaten bleiben und verlässt den Raum. Sein Führungsoffizier lässt ihn mit der Begründung gehen, dass er keine andere Wahl habe, als wieder zurückzukehren.

## Kritiken
Das Lexikon des internationalen Films beschrieb No Way Out – Es gibt kein Zurück als „geschickt konstruiert“ und als „Thriller mit subtiler Spannung, der Zynismus und Machtmissbrauch“ anprangere.
Roger Ebert lobte in der Chicago Sun-Times vom 14. August 1987 die Handlung, die er mit einem Puzzle verglich, und die Leistungen der Darsteller. Der Film „respektiere“ die Intelligenz seiner Zuschauer. Er zählte den Thriller zu den „herausragendsten Beispielen des Genres“.
Ulrich Behrens bezeichnete den Film bei www.filmstarts.de als „spannend“, aber „unrealistisch“ und das Ende als „konstruiert“.
Die Deutsche Film- und Medienbewertung FBW in Wiesbaden verlieh dem Film das Prädikat wertvoll.

## Hintergründe
Der Film wurde von Orion Pictures Corporation produziert und ist ein Remake von Spiel mit dem Tode. Die Dreharbeiten fanden u. a. in Washington (D.C.), im Arlington County in Virginia und in Baltimore statt.
Der Film ist Kameramann John Alcott gewidmet, der am 28. Juli 1986 im Alter von nur 55 Jahren kurz nach Abschluss der Dreharbeiten starb.
Der Vorspann des Films wurde von Pablo Ferro gestaltet.
Bei einem Empfang ist kurz Brad Pitt zu sehen.